# Zentralverband Deutscher Schornsteinfeger
Der Zentralverband deutscher Schornsteinfeger e.V. – Gewerkschaft & Fachverband (ZDS) ist die einzige Vertretung deutscher Arbeitnehmer im Schornsteinfegerhandwerk. Erster Vorsitzender ist der Schornsteinfeger Daniel Fürst.

## Geschichte
1874 wurde zum ersten Mal ein „Geselliger Verein“ für Schornsteinfegergesellen in Hamburg und Altona gegründet. Allerdings wurde er 1876 wegen Repressalien der Arbeitgeber aufgelöst. Anfang 1907 wurden die Bemühungen um eine neue Gesellenvertretung wieder konkreter. Die Berliner Gesellenschaft wollte die Gründung eines deutschlandweiten Verbands übernehmen. Der Zweck des Verbands sollte sein, ausreichende Arbeits- und Lohnverhältnisse und bessere Arbeitsbedingungen zu erreichen und verunglückte und arbeitslose Kollegen sozial abzusichern.
Am 19. und 20. Mai 1907 fanden sich 37 Delegierte aus dem ganzen deutschen Reich in Berlin ein, um sich auf ein Statut zu einigen und den „Centralverein der Schornsteinfeger-Gesellen Deutschlands“ zu gründen. Als Vereinsorgan wurde die Zeitschrift „Der Schornsteinfeger“ herausgegeben; anfangs wurde die Publikation mit Anteilsscheinen finanziert.
Mit der Gründung wurde eine Resolution beschlossen, die die Länder dazu aufrief, das Schornsteinfegerwesen strenger zu reglementieren. Dazu sollten Kehrbezirke gleicher Größe gebildet werden; sie sollten von Zeit zu Zeit neu bestimmt werden, um für Schornsteinfeger gleiche Einkommensverhältnisse in allen Landesteilen zu schaffen. Auch sollten diese Kehrbezirke von den Regierungsbezirken den Meistern in der Rangfolge ihres Alters zugewiesen werden. Dieses System wurde 1920 eingeführt und in ähnlicher Art bis 2008 betrieben.
Im Laufe der Zeit schlossen sich immer mehr Landesverbände dem Centralverband an, so dass sein Einfluss im Handwerk wuchs. 1921 stellte die inzwischen in „Zentralverband“ umbenannte Gesellenvertretung Geld für die Fachkurse der einzelnen Ortsgruppen zur Verfügung. Damit engagierte sich der Verein erstmals für die Fortbildung seiner Mitglieder. 1923 kam es in Breslau zum ersten Mal zu einem Streik der Gesellen für Lohnerhöhungen, um die Auswirkungen der galoppierenden Inflation auszugleichen.
1933 wurde der ZDS in den Arbeiterverband des Baugewerbes eingegliedert. Die Zeitschrift „Der Schornsteinfeger“ wurde verboten.

### Ab 1945
1946 wurden die ersten Ortsverbände wiedergegründet. 1947 fand in Frankfurt am Main die erste „Interzonentagung der Arbeitnehmer im Schornsteinfegerhandwerk“ statt. Dort wurde beschlossen, wieder eine Fachzeitschrift herauszugeben, deren erste Ausgabe am 15. Oktober 1947 unter dem alten Titel „Der Schornsteinfeger“ erschien. Im Januar 1949 erfolgte ein Aufruf zur Neugründung des Zentralverbands. Im Mai 1949 wurde in Leutesdorf am Rhein der ZDS neu gegründet. Ab April 1950 waren alle inzwischen gegründeten Landesverbände und damit 80 % aller Schornsteinfegergesellen Mitglied im ZDS.

1957 trat, nach der Eingliederung, das Bundesland Saarland als 11. Landesverband dem ZDS bei. Im selben Jahr wurde auch ein Streikfonds errichtet. Allerdings kommt es im Schornsteinfegerhandwerk nur selten zu Tarifkonflikten. Im Jahr 1979 wurde die „Deutsche Schornsteinfeger Verlags-GmbH“ (DSV) gegründet, in der heute die Fachzeitschrift und alle anderen Publikationen des ZDS verlegt werden. 1984 kaufte in Troisdorf der ZDS ein Gebäude, um eine feste Geschäftsstelle einzurichten. Im Februar 1990 wurde in Eilenburg der ZDS der DDR gegründet. Der 22. Zentralverbandstags beschloss, den „Schornsteinfeger“ auch Mitgliedern des „Ost-ZDS“ zukommen zu lassen. Ferner wurde angeregt, zur Fortbildung der Mitglieder das „Schornsteinfeger-Bildungs- und Forschungsinstitut“ (DSBF) zu gründen. Die Gründung fand schließlich im September desselben Jahres statt. Auf diesem außerordentlichen Verbandstag wurde der Antrag auf Eingliederung des ZDS der DDR einstimmig angenommen. 2001 wurde ein neues Innovationszentrum in Erfurt bezogen und das Gebäude in Troisdorf verkauft.

2006 wurde eine Strukturänderung vollzogen. Der ZDS gliedert sich seitdem auf der mittleren Organisationsebene nicht mehr in Landesverbände, sondern in Regionalverbände. 2007 feierte der ZDS sein 100. Jubiläum und führt seitdem ein neues Logo.

## Struktur
Der ZDS ist in Regionalverbände, Landes- bzw. Bezirksgruppen und Kreisgruppen organisiert.

### Regionalverbände
Der ZDS ist in die Regionalverbände Nord, Mitte, West, Südwest und Südost unterteilt. Diese Gliederung wurde 2006 eingeführt. Der Bundesvorstand wurde auf acht Funktionsträger erweitert, von denen fünf als Regionalsekretäre im Einsatz sind.

### Landes- und Bezirksgruppen
Die Regionalverbände sind zusätzlich in Landes- bzw. Bezirksgruppen gegliedert. In Bundesländern mit hoher Mitgliederdichte gibt es mehrere Bezirksgruppen, in Ländern mit geringer Dichte nur eine Landesgruppe. So bildet Sachsen eine Landesgruppe, während Bayern in sieben Bezirksgruppen, die den Regierungsbezirken entsprechen, unterteilt ist.

### Kreisgruppen
Viele Landes- und Bezirksgruppen untergliedern sich in Kreisgruppen. Diese treffen sich mehrfach im Jahr zu Stammtischen, um Erfahrungen auszutauschen und mit kleineren Schulungen die Mitglieder auf dem neuesten technischen Stand zu halten.

## Ziele und Aufgaben
Der ZDS nimmt verschiedene Aufgaben wahr. Neben gewerkschaftlichen Aufgaben ist er um eine gute Aus-, Fort- und Weiterbildung seiner Mitglieder bemüht. Er setzt sich für den Immissions- und Umweltschutz ein und ist Herausgeber der Fachzeitschrift „Der Schornsteinfeger“, die elfmal im Jahr erscheint.